# 大谷舞
大谷 舞（おおたに まい、2000年（平成12年）1月5日 - ）は、日本のヴァイオリニスト、作曲家。埼玉県出身
。東京藝術大学音楽学部 器楽科 卒業。姉は女優、バレリーナの大谷玲凪

## 経歴
3歳の頃、幼稚園で目にしたバイオリンに惹かれ、弾き始める。東京藝術大学 音楽学部附属 音楽高等学校を経て、東京藝術大学 音楽学部 器楽科に入学。
大学入学まではクラシック経験一筋だったが、1年生時に「即興創造講座」の授業を受け、即興演奏の魅力に取り憑かれる。授業で知り合った先輩に誘われ、即興演奏バンド「LA SEÑAS-COLECTIVO」に加入。その後は様々なジャンルで即興経験を重ねる。
その中、ケルト音楽との出会いからフィドル奏法を取り入れ、ポップス、ロック、即興演奏、民族音楽などを軸に演奏活動をする。大学卒業後は「フィドル弾くバイオリニスト」を名乗る。アーティスト楽曲や、映画、ドラマ、アニメ、ゲーム、CM等にレコーディング参加。
2018年
- 12月　市川市文化振興財団 「第2回 即興オーディション」優秀賞[9]。

2019年
- 10月　アイリッシュバンド「Dé Domhnaigh（ジェ・ドゥーナ）」に加入[10]。

2020年
- 10月　ライブ『NAOTO 15th Anniversary Live -The New Black-』出演[11]。

2021年
- 5.7月　NODA・MAP第24回公演『フェイクスピア』演奏参加[12]。

2022年
- 4月　『名探偵コナン ハロウィンの花嫁』演奏参加[8][13]。
- 10月　ライブ『NAOTO LIVE 2022 -Get over it-』出演[14]。

2023年
- 1月　ゴールデンボンバー『Yeah! めっちゃストレス』レコーディング参加[15][16]。
- 3月　J-POPユニット「キミのね」のメンバーとしてメジャーデビュー[17][18]。
- 6月　映画『緊急取調室 THE FINAL』演奏参加[19][20]。
- 8.9月　『TK from 凛として時雨 Tour 2023 The Second Chapter in Asia』サポート出演[8][21]。

2024年
- 1月　ソロプロジェクト「モクゲキ」始動。MV『可惜夜-Atarayo』公開[22]。
- 3月　ano feat. 幾田りら『絶絶絶絶対聖域』レコーディング参加[23]。
- 4月　1stソロシングル『zero』リリース。アートワークを真田将太朗が担当[24][25]。
- 4月　キミのね『レイドバックジャーニー』リリース（アニメ『ゆるキャン△ SEASON３』オープニングテーマ）[8][26][27][28][29]。

## ディスコグラフィ

### 配信シングル
| # | タイトル            | 発表日        |
| - | ------------------- | ------------- |
| 1 | zero                | 2024年4月20日 |
| 2 | When you were there | 2024年6月14日 |
| 3 | 可惜夜-Atarayo      | 2024年7月3日  |
| 4 | せめて笑顔で        | 2024年9月15日 |
| 5 | 杞憂のマーチ        | 2025年1月5日  |
| 6 | Face Up             | 2025年2月22日 |

### ノンカテゴリー
| # | タイトル       | 発表日       | 形式    |
| - | -------------- | ------------ | ------- |
| 1 | 可惜夜-Atarayo | 2024年1月4日 | YouTube |